# 鈴木あみ (作家)
鈴木 あみ（すずき あみ、12月28日 - ）は、ボーイズラブ作家。1994年デビュー。

## 代表作
- 寝室の鍵買います（イラスト　木崎範　オークラ出版アイスノベルズ）
- 君も知らない、邪恋の果てに（イラスト　樹要　白泉社花丸文庫)
- 華園を遠く離れて（イラスト　樹要　白泉社花丸文庫)
- 婀娜めく華、手折られる罪（イラスト　樹要　白泉社花丸文庫)
- 愛で痴れる夜の純情（イラスト　樹要　白泉社花丸文庫)
- 夜の帳、儚き柔肌（イラスト　樹要　白泉社花丸文庫)
- 東京あまとりあ（イラスト　唯月一 オークラ出版アイス文庫）